# Младословенци
Младословенци су политички правац и национални табори шездесетих и раних седамдесетих година 19. века
Фран Левстик, који је 1863. уређивао лист Напреј, иступио је одлучно против Јанеза Блајвајса. У томе су га подржавали углавном Словенци ван Крањске. Покрет је достигао врхунац организовањем словеначких табора (логора) 1868-1871, где су до тада најмасовније подржавани захтеви за словеначком управом и словеначким наставним језиком у основним и средњим школама, за равноправност словеначког језика у све земље у којима су живели Словенци, али идеја која се највише истицала звала се Јединствена Словенија. Млади Словенци су са таборима постали прваци првог свесловеначког покрета са политичким захтевима. Они су апсорбовали и прихватили либералне идеје свог времена у свету, али су одбацили либералне владе, либерални фебруарски устав и политички организован либерализам у Аустрији тог времена.
Као контрапункт Блајвајсовим вестима, основали су политички лист Словенски народ, који је почео да излази 1868. године у Марибору и чији је први уредник био Антон Томшич до 1871. године, а наследио га је Јосип Јурчич. Већину оснивача представљали су словеначки националисти из Штајерске, а у гласилу су углавном критиковали очигледан опортунизам Старих Словена када су гласали за децембарски устав у Бечу 1867. године, као и недостатак политичке одлучности, у даљем уставног живота земље, када су Старословенци још имали већину посланика у народној скупштини, и њихов наводно премали ангажман за реализацију идеје уједињене Словеније. Лист је такође оштро критиковао "немшкутарје" (Словенце који су подржавали конституционалистички табор); тј. немачких либерала, које је сматрао отпадницима од словенства.
Слична гибања си имали и остали народи које су тражили промену власти, посебно под Аустроугарском (Млада Босна, Млада Чешка, Младотурци,...)